# Chenopodium berlandieri
El huauzontle (Chenopodium berlandieri) es una especie del género Chenopodium, nativa de Norteamérica, donde es muy común en regiones templadas y distribuida por buena parte del continente. Mide de 40 cm a 2 m de alto. Su tallo es anguloso y con rayas longitudinales verde claro o amarillento, a veces rojizo. Las hojas son rómbico-ovaladas a lanceoladas, enteras o irregularmente dentadas. Sus flores están agrupadas en glomérulos. Es comestible como verdura.

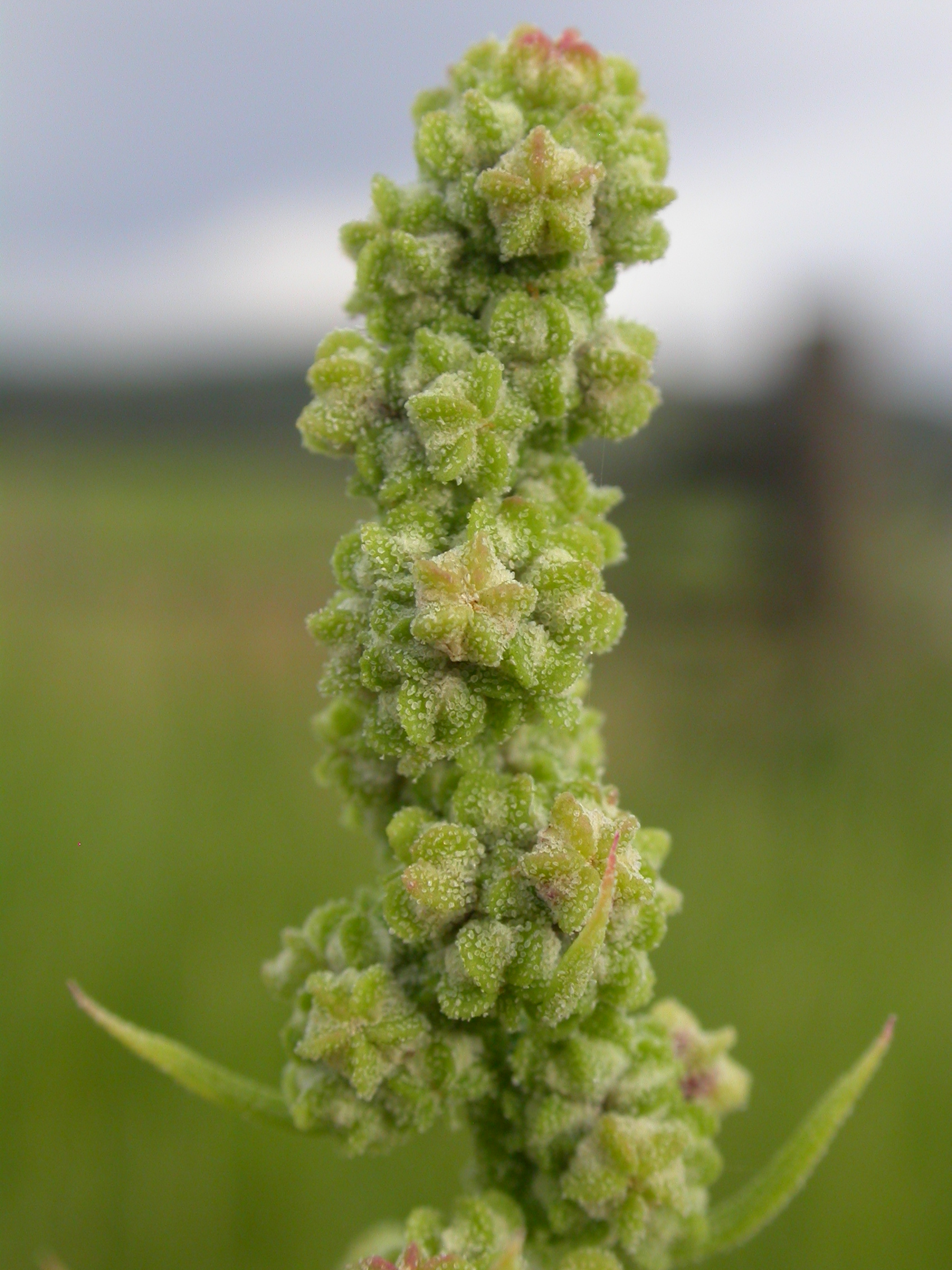
Inflorescencia

## Características
De rápido crecimiento, erecta, considerada como maleza, es una planta anual de entre 10 a 105 cm de altura. Hojas de forma variable, normalmente triangulares, 1,2-12 cm (raramente de 15 cm) de largo y 0,5-7 cm (raramente de 9 cm) de ancho.
Tiene capacidad de hibridarse con la introducida en Europa Chenopodium album, con la cual tiene cierta similitud, produciendo el híbrido C. × variabile Aellen.
Aunque ampliamente conocida como maleza, esta especie fue una vez parte del Complejo agropecuario Oriental de la Norteamérica prehistórica, y completamente domesticada como cultivo pseudocereal, similar a la especie estrechamente relacionada Chenopodium quinoa (quinua).

## Taxonomía
Chenopodium berlandieri fue descrita por Alfred Moquin-Tandon y publicado en Chenopodearum Monographica Enumeratio 23. 1840.
Etimología
Chenopodium: nombre genérico que deriva de la particular forma de las hojas similares a las patas de ganso: del griego "chen" = (ganso) y "pous" = (pie) o "podion" = (pie pequeño).
berlandieri: epíteto otorgado en honor del botánico Jean Louis Berlandier (1805–1851)
Sinonimia
La especie incluye la subespecie Chenopodium berlandieri nuttalliae nuttalliae y las siguientes variedades:
- Chenopodium berlandieri var. berlandieri
- Chenopodium berlandieri var. boscianum
- Chenopodium berlandieri var. bushianum
- Chenopodium berlandieri var. macrocalycium
- Chenopodium berlandieri var. sinuatum
- Chenopodium berlandieri var. zschackii

Sinonimia
- Agathophytum glaucum (L.) Fuss
- Atriplex glauca (L.) Crantz
- Blitum glaucum (L.) W.D.J.Koch
- Botrys glauca (L.) Nieuwl.
- Chenopodium ambiguum R.Br.
- Chenopodium ambiguum var. majus Moq.
- Chenopodium ambiguum var. minus Moq.
- Chenopodium littorale Moq.
- Chenopodium nudiflorum F.Muell. ex Murr
- Chenopodium pallidum Moq.
- Chenopodium wolffii Simonk.
- Orthospermum glaucum (L.) Opiz
- Orthosporum glaucum Peterm.[7]